# Armada (musikalbum)
Armada är det tredje fullängdsalbumet av det norska black/extreme metal-bandet Keep of Kalessin. Albumet är producerat av Obsidian C., Keep of Kalessins grundare, låtskrivare och gitarrist. Detta var första albumet på sex år, efter att senaste fullängdsalbumet, Agnen: A Journey Through the Dark , släpptes 1999. Arnt "Obsidian C." Grønbech, grundare av bandet, var den enda kvarvarande medlemmen från den tidigare sättningen. Albumet gavs ut 27 mars 2006 av Tabu Records i Europa och 24 april samma år i Nordamerika. Även en vinylutgåva, en dubbel-LP, släpptes av Back On Black Records.
Keep of Kalessin turnerade därefter i USA och Europa tillsammans med Dimmu Borgir, Behemoth, Satyricon och Enslaved. Sommaren 2006 spelade bandet på flera festivaler i Europa, bland annat Inferno Festival i Oslo. 
Med utgivningen av Armada blev Keep of Kalessin nominerade till både Spellemannprisen ("norska Grammy") och Alarmprisen.
Musikvideor gjordes till låtarna Crown of the Kings och Into the Fire. Spåret Outro fanns inte med på de fysiska skivorna men kunde laddas ner fritt via bandets hemsida.

## Låtlista
1. "Surface" – 1:09
2. "Crown of the Kings" – 7:11
3. "The Black Uncharted" – 6:52
4. "Vengeance Rising" – 5:01
5. "Many are We" – 4:52
6. "Winged Watcher" – 3:53
7. "Into the Fire" – 4:10
8. "Deluge" – 2:43
9. "The Wealth of Darkness" – 6:26
10. "Armada" – 7:32
11. "Outro" – 3:57 (endast för nedladdning via bandets hemsida)

## Medverkande
Keep of Kalessin
- Obsidian C. (Arnt Grønbech) – gitarr, keyboard
- Thebon (Torbjørn Schei) – sång
- Wizziac (Robin Isaksen) – basgitarr
- Vyl (Vegar Larsen) – trummor

Övriga medverkande
- Attila Csihar (från Mayhem) – gästsång
- Kine C. Nielsen – sång
- Haakon-Marius Pettersen – keyboard
- Alessandro Elide – percussion
- Terje Olsen – sång
- Torstein Parelius – texter
- Stein Rune Kjuul – foto
- Terje Johnsen – omslagsdesign